# Hemigraphis lasiophylla
Hemigraphis lasiophylla är en akantusväxtart som beskrevs av Cornelis Eliza Bertus Bremekamp. Hemigraphis lasiophylla ingår i släktet Hemigraphis och familjen akantusväxter. Inga underarter finns listade i Catalogue of Life.